# جيمس د. ريان
جيمس د. ريان هو سياسي كندي، ولد في 1844، وتوفي في 1925.